# 20
Aquesta pàgina és per a l'any. Per al nombre, vegeu vint.
El 20 (XX) fou un any de traspàs començat en dilluns del calendari julià.

## Esdeveniments
- Fundació de Tiberíades.
- Aule Corneli Cels escriu una Enciclopèdia de Medicina.
- Galba és pretor de Roma.